# Jens Nyström
Jens Nyström, född 2 januari 1976 i Skellefteå, är en svensk före detta professionell ishockeyspelare (back). Hans moderklubb är Clemensnäs HC.
I sin karriär har Jens bl.a. spelat för Luleå HF under åren 1997-1999 och norska Comet Halden under åren 2005-2011.